# آرتور هاکوبیان (ژیمناست)
آرتور هراچیایی هاکوپیان (ارمنی: Արթուր Հրաչյայի Հակոբյան ؛انگلیسی: Artur Akopyan) زادهٔ ۲۸ سپتامبر ۱۹۶۱ ژیمناست اهل ارمنستان-ایالات متحده آمریکا است که در مسابقات جهانی ژیمناستیک هنری در مجموع برنده ۲ مدال طلا، ۳ مدال نقره و ۱ مدال برنز شده‌است.